# 巴基区
巴基區是索馬利亞時期的一個區，目前為位於索馬利蘭西方的奧達勒州，首府為巴基。巴基區的主要居民是加達布爾西人，而其中又以Reer Nuur族的Makahiil人最多。